# Tecomapiloa
El tecomapiloa es un instrumento de percusión de origen azteca. Se trata de un idiófono parecido al teponaztli, de tamaño más pequeño, con una jícara colgando que cumplía la función de resonador. Se percutía con palos con punta de caucho. Era utilizado en rituales sagrados.